# Jenő Vécsey
Jenő Vécsey (* 19. Juli 1909 in Cece; † 18. September 1966 in Budapest) war ein ungarischer Komponist und Musikwissenschaftler.

## Leben
Vécsey studierte Kompositionslehre von 1930 bis 1935 in Budapest bei Zoltán Kodály und danach mit einem staatlichen Stipendium in Wien. Ab 1942 arbeitete er an der Széchényi-Nationalbibliothek in der Musikabteilung, deren Leiter er 1945 wurde. Er komponierte ein Ballett, eine sinfonische Dichtung, ein sinfonisches Konzert, ein Concertino für Klavier und Orchester und ein Concertino für Kontrabass und Orchester, kammermusikalische Werke und Klavierstücke.
Vécsey beschäftigte sich mit der Musikgeschichte des Mittelalters und des 18. Jahrhunderts mit einem Schwerpunkt auf dem Werk von Joseph Haydn. Weiterhin hat er Werke von Joseph und Michael Haydn, Jiří Družecký und Gregor Joseph Werner herausgegeben und war Initiator und Herausgeber der Reihe Musita Rinata, die im Verlag Zeneműkiadó Vállalat erschien.
Seine Grabstätte befindet sich auf dem Farkasréti temető im XII. Bezirk in Budapest.